# Адеркас, Владимир Викторович
Владимир Викторович фон Адеркас (нем.  Emanuel Woldemar Ottokar Alexander von Aderkas ) (1845—1898, Санкт-Петербург) — генерал-майор, участник Хивинского похода и Русско-турецкой войны 1877—78 годов, кавалер орденов: Св. Владимира 4 ст. с мечами и бантом и 3 ст. с мечами, Св. Анны 2 ст. с мечами и с Императорской короной, Св. Станислава 2 ст. с мечами, золотой сабли с надписью «За Храбрость».
Принадлежит к роду Адеркас.

## Биография
Владимир Викторович родился в Санкт-Петербурге в семье надворного советника Виктора Владимировича фон Адеркаса. В 1864 году окончил Николаевское кавалерийское училище и был выпущен в Кирасирский Его Величества лейб-гвардии полк, где в 1867 году был произведен в поручики. В июне того же года Адеркас был назначен адъютантом к командующему войсками Туркестанского военного округа генералу К. П. Кауфману с зачислением ротмистром армейской кавалерии. Весной 1868 года Владимиру Викторовичу была доверена честь возглавить отряд, первым форсировавшим реку Зеравшан. Далее участвовал в сражениях против бухарцев при Самарканде и на Зирабулакских высотах. Награждён Орденом Св. Владимира 4 степени с мечами и бантом. В 1870 году произведен в майоры и командовал сборной сотней в экспедиции генерала А.Абрамова. В 1871 году за отличие в сражении на Куликоланских высотах награждён Орденом Св. Станислава 2 степени с мечами, а в следующем году за усердную службу — Орденом Св. Станислава 2 степени с Императорской короной.
В 1873 году под командованием Кауфмана участвовал в Хивинском походе. За отражение нападения на транспорт превосходящего отряда туркменов Адеркас был награждён золотой саблей с надписью «За Храбрость». В 1875—76 годах в качестве помощника начальника кавалерии участвовал в экспедиции против Коканда. За сражение у Зульфагара 23.08.1875 произведен в полковники, а после боя у крепости Махрам на Сырдарье награждён орденом Св. Владимира 3 степени с мечами.
Во время Русско-турецкой войны 1877—78 годов во главе 2 конного полка Астраханского казачьего войска сражался на Кавказском театре военных действий. В составе отряда генерала
П. Н. Шатилова был в сражении при Авлиар-Аладжаре и при ночном штурме крепости Карс 5—6 ноября 1877 года. В 1881 году назначен командиром 31 Рижского драгунского полка. В 1889 году произведен в генерал-майоры с назначением командиром 1 бригады 4 кавалерийской дивизии.
Из-за тяжелой болезни вынужден был подать в отставку в 1893 году. Скончался в Петербурге и был погребен на Волковском лютеранском кладбище.